# Boy Pablo

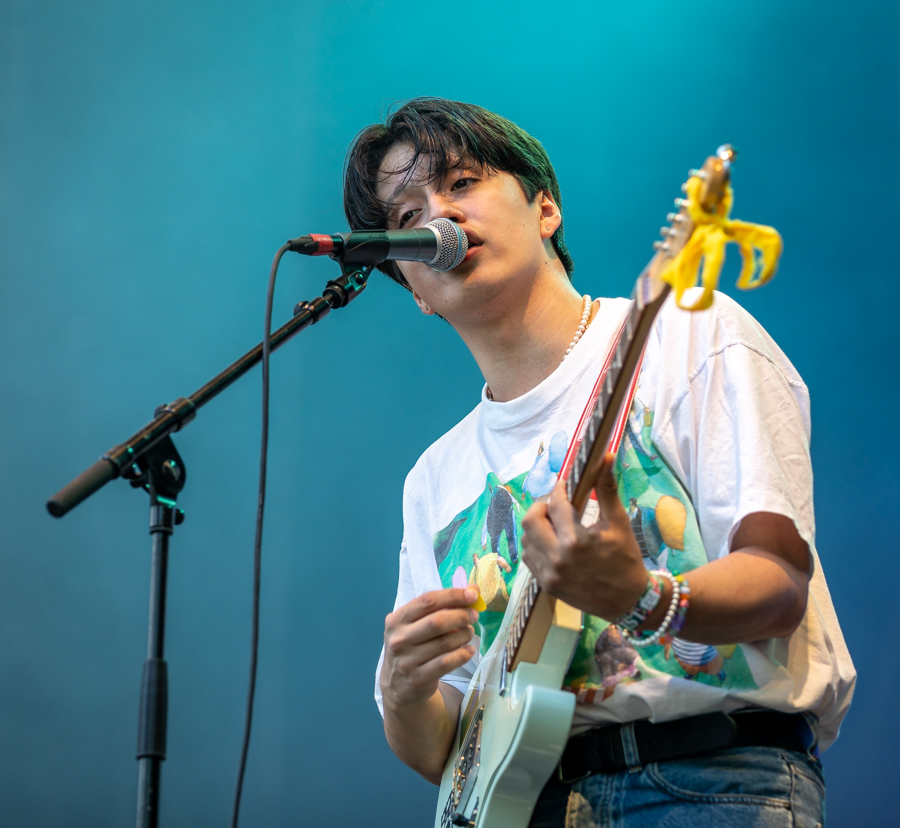
Nicolas Pablo Munoz (2019)

Boy Pablo (estilizado como boy pablo) é uma banda de indie-pop rock norueguesa capitaneada por Nicolas Pablo Muñoz, um cantor-compositor de Bergen, Norway.

## História
Muñoz, cujos pais são de origem Chilena, cresceu em Bergen. Ele foi para a escola secundária/escola de música em Kongshaug Musikkgymnas. Fundou o projeto "Boy Pablo" em Dezembro de 2015, recebeu atenção primeiramente na noruega em 2016, ganhando uma bolsa naBergenfest.
Muñoz'  recebeu larga atenção internacional em 2017 com sua música e vídeo "Everytime".  Apesar de originalmente ser subida ao YouTube em Maio de 2017, o vídeo tinha apenas alguns mil views antes de virar viral, conseguindo milhões de views.
Boy Pablo lançou o ep de 6 músicas Roy Pablo em Maio de 2017, que inclui Everytime. Ele lançou o single Losing You em Março de 2018.  Tocou seus primeiros shows fora da Noruega, uma tour pela Europa, em Março e Abril de 2018. Além de gravar tocar e produzir suas músicas completamente sozinho, sua banda ao vivo inclui antigos amigos de colégio, Gabriel na guitarra, Henrik no baixo, Eric nos teclados, e Sigmund na bateria.

## Membros
- Nicolas Pablo Muñoz - guitarra, vocais (latino)
- Gabriel - guitarra
- Eric Tryland - Piano, backing vocals
- Henrik Åmdal - Baixo
- Sigmund Vestrheim - Bateria

## Discografia
- Flowers (2016)
- beach house (interlude) (2016)
- Roy Pablo EP (2017)
- Losing You (2018)
- Sick Feeling (2018)
- Soy Pablo (2018)

## Referencias
1. ↑  Tangen, Ida Eline (16 November 2016). Sammen med kjæresten fra 5. klasse, NRK P3 (in Norwegian)
2. ↑  Olsen, Benjamin Søgnen (8 January 2017) Merk deg namnet: Boy Pablo, Os og Fusaposten (in Norwegian)
3. ↑  Gutiérrez, Constanza (9 March 2018). Un colocolino en Noruega, Qué Pasa (in Spanish)
4. ↑  Skelton, Eric (20 October 2017) YouTube's Algorithms Keep Recommending This Song, and It's a Hidden Gem, Pigeons & Planes (in English)
5. ↑  Jagota, Vrinda (26 March 2018). Boy Pablo - "Losing You" (Review), Pitchfork (in English)
6. ↑  (31 March 2018). Årets første sommerlåt er her, Bergens Tidende (in Norwegian)
7. ↑  Galesi, Emanuele (20 December 2017). Con il sole negli occhi: il pop sognante di Boy Pablo, Giornale di Brescia (in Italian)
8. ↑  Skelton, Eric (23 March 2018). Boy Pablo Follows Surprise Internet Hit With New Song and Video "Losing You", Pigeons & Planes (in English)
9. ↑  Furu, Ludvig (10 April 2018). Boy Pablo: – Er under gjennomsnittet lei meg, Natt & Dag (in Norwegian)
10. ↑  (16 April 2018). Nicolas Muñoz var vant til å spille konserter for venner og kjente. Så la han ut en video på Youtube, Bergens Tidende (in Norwegian)
11. ↑  Duchene, Stephane (17 April 2018). Boy Pablo : boy next door, Le Petit Bulletin (in French)
12. ↑  Bands in Town - Boy Pablo, Retrieved 8 May 2018